# Miguel Morais Leitão
Luís Miguel Gubert de Morais Leitão (ur. 1964) – portugalski polityk, prawnik i menedżer, w 2015 minister gospodarki.

## Życiorys
Absolwent prawa na Universidade Católica Portuguesa, kształcił się również na Stanford University. Pracował m.in. w Banco Português de Investimento, kierował różnymi spółkami wchodzącymi w skład BPI. W latach 1996–2002 zarządzał portugalskim oddziałem Allianza. Był też prezesem kilku przedsiębiorstw kontrolowanych przez państwo (w tym Empordef i OGMA).
W latach 2004–2005 był sekretarzem stanu w resorcie finansów. W 2007 wszedł w skład komitetu wykonawczego Centrum Demokratycznego i Społecznego – Partii Ludowej. W pierwszym rządzie Pedra Passosa Coelho pełnił funkcję sekretarza stanu – w latach 2011–2013 do spraw europejskich, następnie do 2015 w urzędzie wicepremiera. Od października do listopada 2015 zajmował stanowisko ministra gospodarki w drugim gabinecie dotychczasowego premiera.